# Ormosia brachyrhabda
Ormosia brachyrhabda là một loài ruồi trong họ Limoniidae. Chúng phân bố ở miền Tân bắc.